# 舒榮都
舒榮都（1578年—1625年），字曰俞，别號泰廷。南直隸徽州府黟縣屏山村人。

## 生平
万历十九年（1591）应天府乡试中举，三十五年（1607年）丁未成进士。授中书舍人，四十八年考选，入为四川道御史，直言论事。天启二年八月，巡按湖广，为潞王府赡田乞免加派。以疏劾魏忠贤，天启五年十二月，阉党刑科給事中潘士聞疏參大理寺少卿吳之皡、御史舒榮都、鄭宗周、工部員外何顯宗。得旨：吳之皞依附黨人，居鄉不謹；舒榮都侈淫敗度，薦舉受財；鄭宗周邪類先鋒，钻營有據；何顯宗貪穢大著，倒身門戶，俱著削籍為民，追奪誥命。同年東林黨杨涟、左光斗遇害，荣都亦饮鸩死。崇祯元年（1628），追赠为太常寺少卿。著有《闲署日钞》、《练兵纪实》等。

## 家族
曾祖舒宏。祖父舒希周，知县。父舒子儲。母程氏。严侍下。兄榮邑。弟榮榜。